# Cổ bình
Cổ bình hay bài ngài, tràng quả ba cạnh, mũi mác (danh pháp hai phần: Tadehagi triquetrum) là loài thực vật có hoa trong họ Đậu. Loài này được (L.) H.Ohashi miêu tả khoa học đầu tiên.